# Arthur Wellesley
Arthur Wellesley, 1. vojvoda Wellingtonski KG, KP, GCB, GCH, PC, FRS angleško-irski feldmaršal in politik, * 1769, † 14. september 1852.
Bil je torijevski državnik, in ena vodilnih vojaških in političnih osebnosti Britanije 19. stoletja, dvakrat je bil predsednik vlade Združenega kraljestva. Je med poveljniki, ki so zmagali in končali napoleonske vojne, ko je Sedma koalicija premagala Napoleona v bitki pri Waterlooju leta 1815.
Wellesley se je rodil v Dublinu med protestantsko prevlado na Irskem. Leta 1787 je bil imenovan za praporščaka v britanski vojski in je na Irskem služil kot pomočnik dveh zaporednih lordov, poročnikov Irske. Izvoljen je bil tudi za poslanca v irskem spodnjem domu parlamenta. Do leta 1796 je postal polkovnik in je sodeloval na Nizozemskem in v Indiji, kjer se je boril v četrti anglo-misorski vojni v bitki pri Seringapatamu. Leta 1799 je bil imenovan za guvernerja Seringapatama in Misoreja in je kot novoimenovani generalmajor zmagal odločilno zmago nad konfederacijo Maratha v bitki pri Assayeju leta 1803.
Wellesley je zaslovel kot general med kampanjo na Polotoku med napoleonskimi vojnami in bil povišan v čin feldmaršala, potem ko je vodil zavezniške sile do zmage proti francoskemu cesarstvu v bitki pri Vitorii leta 1813. Po Napoleonovem izgnanstvu leta 1814 je služil je kot veleposlanik v Franciji in dobil vojvodstvo. Med stotimi dnevi leta 1815 je poveljeval zavezniški vojski, ki je skupaj s prusko vojsko pod poveljstvom feldmaršala Gebharda von Blücherja premagala Napoleona pri Waterlooju. Wellingtonov bojni rekord je zgleden; nazadnje je med svojo vojaško kariero sodeloval v približno 60 bitkah.
Wellington je znan po svojem prilagodljivem obrambnem slogu vojskovanja, ki je povzročil več zmag proti številčno močnejšim silam, medtem ko je zmanjšal lastne izgube. Velja za enega največjih obrambnih poveljnikov vseh časov, številne njegove taktike in bojne načrte pa še vedno preučujejo na vojaških akademijah po vsem svetu. Po koncu aktivne vojaške kariere se je vrnil v politiko. Bil je dvakrat britanski premier kot član torijevske stranke od 1828 do 1830 in nekaj manj kot mesec dni leta 1834. Nadziral je sprejetje rimskokatoliškega zakona o pomoči iz leta 1829, vendar je nasprotoval reformnemu aktu iz leta 1832. Nadaljeval je kot ena vodilnih osebnosti v lordski zbornici do svoje upokojitve in ostal vrhovni poveljnik britanske vojske do svoje smrti.

## Kariera
Velja za enega najvplivnejših vojaških in političnih likov Napoleonovih vojn. Med drugim je tako bil:
- član Irskega parlamenta;
- guverner Seringapatama in Misora;
- veleposlanik v Franciji (1814),
- vrhovni poveljnik sedme koalicije proti Napoleonu (1815);
- vrhovni poveljnik Britanske kopenske vojske (1827-52);
- predsednik vlade Združenega kraljestva (1828-30, 1834);
- minister za zunanje zadeve Združenega kraljestva (1834-35);
- minister brez listnice (1841-46);
- vodja Lordske zbornice (1841-46).

Njegov potret je bil dodan v Vojaško galerijo Zimskega dvorca v Sankt Peterburgu.